# Adlerflug (Pferd)
Adlerflug (* 3. März 2004; † 5. April 2021) war ein Englisches Vollblutpferd, das auf dem Gestüt Schlenderhan von In The Wings aus der Aiyana gezogen wurde.

## Abstammung
Adlerflugs Mutterlinie verläuft seit über 100 Jahren vollständig innerhalb eines Gestütes, dem Gestüt Schlenderhan. Das ist einmalig in der gesamten Vollblutzucht. Ibidem, die Begründerin dieser Stutenlinie, wurde nach erfolgreicher Rennkarriere (unter anderem ein Sieg im Preis der Diana) 1907 von der Familie des Bankiers Gerson von Bleichröder für die Schlenderhaner Zucht gekauft. Obwohl sie schon 1915 im Alter von nur 12 Jahren einging, hinterließ sie dort ein gewaltiges Erbe, zu dem einschließlich Adlerflug 9 deutsche und 2 englische Derby-Sieger, die Champions Galileo und Sea The Stars gehören. Wichtige Zwischenstationen von Adlerflugs Mutterlinie waren die Derby- und Diana-Doppelsiegerin des Jahres 1949 Asterblüte und deren Urenkelin Anatevka, die zusammen mit Schlenderhans Lombard das Traumpaar der deutschen Vollblutzucht der Nachkriegszeit bildeten. Adlerflug war ebenso wie Galileo und Sea The Stars ein Urenkel dieses Paares, wobei sich Galileo seit vielen Jahren als Europas führender Deckhengst etabliert hat. Adlerflugs Vater In The Wings (1986–2004) war einer der besten Söhne des bedeutenden Vererbers Sadler's Wells, der wiederum ein Sohn des Stempelhengstes Northern Dancer war. Von seinem Vater erbte Adlerflug die vier weißen Füße und die ausgeprägte Blesse. Viele weiße Abzeichen gab Adlerflug auch an seine Nachkommen weiter. Nicht nur über Adlerflug, sondern auch über seine Söhne Soldier Hollow und Mamool übt In the Wings bedeutenden Einfluss auf die deutsche Vollblutzucht aus.

## Rennleistungen
Nachdem er in Bremen am 6. April 2007 die Maidenschaft abgelegt hatte, endete Adlerflug in einer Derbyvorprüfung in Mülheim unplatziert. Im »Großen Preis des Hannover Airport« am 28. Mai 2007 rehabilitierte er sich jedoch beeindruckend und gewann das
Listenrennen, das bereits die Derbysieger von 2005 (Nicaron) und 2006 (Schiaparelli) gewonnen hatten, mit 5 Längen.
Am 1. Juli 2007 gewann Adlerflug das »138. Deutsche Derby« in Hamburg-Horn. Für seinen neuen Trainer Jens Hirschberger erreichte er somit bereits in dessen Debüt-Derby den ersten Sieg. Adlerflug gewann das Rennen vor Antek und Anton Chekhov mit überragender Leistung und 7 Längen Vorsprung. Mit dem Sieg von Adlerflug sicherte sich das Gestüt Schlenderhan bei seinem 17. Erfolg im Deutschen Derby ein Preisgeld plus Züchterprämie von insgesamt 631.400 €. Der letzte Siegeserfolg für Schlenderhan war zuvor mit Stuyvesant im Jahr 1976.
Am 2. September 2007 trat Adlerflug im 135. Großen Preis von Baden an und musste sich nur knapp Quijano geschlagen geben, nachdem er wie schon zuvor in Hamburg-Horn eine explosive Schlussgerade gelaufen war. Jedoch musste er am sogenannten „Knick“ der Badener Zielgeraden noch einen Gegner umkurven, was ihn letztendlich die entscheidenden Meter zum Sieg gekostet haben dürfte. Für dieses Rennen, in dem unter anderem der Galopper des Jahres, Prince Flori distanziert werden konnte, war wie schon in Hamburg-Horn und Hannover Frederik Johansson als Jockey gebucht.
Zu seinem ersten Rennen im Jahr 2008 trat Adlerflug, am 27. April, im »73. Gerling-Preis« auf der Galopprennbahn Köln-Weidenpesch an, erreichte allerdings nur den 8. Platz. Mit einer Quote von 29:10 am Totalisator startete er als Favorit, musste sich nach einem sehr schnellen Rennverlauf ca. 300 Meter vor dem Ziel einem überlegenen Oriental Tiger frühzeitig geschlagen geben. Mit Estima Directa und Brisant ließ Adlerflug lediglich zwei Gegner hinter sich.
Im 112. Hansa-Preis, einem Gruppe-2-Rennen über 2400 Meter, trat Adlerflug zu seinem 2. Rennen auf der Bahn in Hamburg-Horn am 29. Juni 2008 an. Geritten von Jockey Terrence Hellier traf Adlerflug auf alte Bekannte aus dem Derby wie Prince Flori, Anton Chekhov und Sommersturm. Mit einem Abstand von 1¾ Längen zum Zweitplatzierten It´s Gino und etwa 300 Meter vor der Linie klar von Egerton geschlagen, belegte er den dritten Platz.
Im Deutschland-Preis kam Adlerflug vor Quijano und It's Gino überlegen als Sieger ins Ziel. In diesem Gruppe-1-Rennen über 2400 Meter auf schwerem Boden verabschiedete sich Adlerflug im Einlauf souverän von der Spitze des Feldes. Überhaupt erbrachte Adlerflug seine besten Leistungen unter solchen Bodenverhältnissen. Auf weichem oder gar tiefem Boden war er sicherlich einer der besten Steher seiner Zeit in ganz Europa.
Am 7. September 2008 bestritt Adlerflug zum zweiten Mal den Großen Preis von Baden auf der Rennbahn in Iffezheim. Beim gleichzeitig auch zweiten Start auf dieser Bahn belegte er wie im Vorjahr den Zweiten Platz. Nach einem sehr guten Rennverlauf blieb er mit 2½ Längen hinter dem Hamburger Galopper Kamsin aus dem Stall Blankenese. Adlerflug war mit Fredrik Johansson als Favorit gestartet.
Das Jahr 2009 begann Adlerflug nur knapp geschlagen mit einem vielsprechenden 3. Platz im Prix Ganay. In der letzten Trainingsarbeit vor dem geplanten Start beim Grand Prix de Chantilly erlitt Adlerflug am 26. Mai 2009 eine schwere Fraktur. Er wurde sofort zu Spezialisten in das Newmarket Equine Hospital Newmarket gebracht, die sein Leben retten konnten. Seine Rennkarriere war allerdings beendet.

## Karriere als Deckhengst
Im November 2009 wurde Adlerflug als Deckhengst auf dem Gestüt Harzburg aufgestellt. Das Gestüt Harzburg erwarb auch einen Anteil von 62,5 % an Adlerflug. Die restlichen Anteile verteilen sich auf die Gestüte Görlsdorf, Bona, Brümmerhof und Schlenderhan und die Einzelpersonen Katharina Lafrentz und Gregor Vischer. Aus seinem 2011 geborenen 1. Jahrgang ragt der vom Gestüt Schlenderhan gezogene Gruppe I Sieger Ito heraus, der mittlerweile selbst Deckhengst auf dem Gestüt Ammerland ist. Weitere Spitzenpferde aus diesem Jahrgang sind die vom Gestüt Görlsdorf gezogene Gruppe-Siegerin und Gruppe I platzierte Wunder, der nach Australien exportierte mehrfache Listensieger Swacadelic und der Gruppe II platzierte Spend The Cash. Adlerflugs 2. Jahrgang wird angeführt von dem nur 1,56 Meter großen Sieger im Großen Preis von Baden 2016 Iquitos. Weitere Spitzenpferde aus diesem Jahrgang sind die Gruppe II Siegerin Shivajia, der Listensieger und Gruppe-platzierte Nordic Flight und der leider früh ums Leben gekommene Liberry Gold. Die besten Nachkommen aus seinem 3. Jahrgang sind der Derby-Zweite und Gruppe II Sieger Savoir Vivre, der Gruppe-Sieger Moonshiner, die Gruppe II Siegerin Meergörl und die Zweitplatzierte in den italienischen Oaks Gambissara. Savoir ViIre erreichte außerdem im renommierten Prix de l'Arc de Triomphe von 2016 einen guten achten Platz und war damit der beste Dreijährige im Feld. Insgesamt kann Adlerflugs Einstieg als Deckhengst als sehr gelungen bezeichnet werden. Er vererbte viel Klasse und Stehvermögen, dafür aber wenig Frühreife. Auch Härte und Gesundheit sind nicht unbedingt die Merkmale seiner Nachkommen. Diese erreichen im Allgemeinen erst mit 4 Jahren den Zenit ihrer Leistungsfähigkeit, so dass insbesondere von Savoir Vivre und Moonshiner 2017 noch einiges zu erwarten ist.
Nachdem sich die NordLB 2016 als Besitzer vom Gestüt Harzburg zurückgezogen hatte und der Gestütsbetrieb dort zumindest vorübergehend eingestellt worden war, wechselte Adlerflug im Oktober 2016 zurück an sein Heimatgestüt Schlenderhan, um dort die Stelle des 2012 verstorbenen Jahrhundertvererbers Monsun einzunehmen. Mit dem Gestütswechsel war auch eine deutliche Anhebung der Decktaxe von 5500 € auf 12.000 € verbunden. Adlerflug war damit nach dem oben erwähnten Soldier Hollow Deutschlands zweitteuerster Deckhengst. Sein letzter Harzburger Jahrgang, also die 2017 geborenen Fohlen, wurde sein mit Abstand erfolgreichster und brachte ihm den internationalen Durchbruch. Mit dem vom Gestüt Schlenderhan gezogenen In Swoop stellte er den deutschen Derby-Sieger 2020. In Swoop sollte nach dem Derby noch einen hervorragenden 2. Platz im Grand Prix de Paris und im Prix de l’Arc de Triomphe erringen. Torquator Tasso, der Derby-Zweitplatzierte, sollte 2020 noch den Großen Preis von Berlin (Gruppe I) gewinnen und belegte im Großen Preis von Bayern (Gruppe I) einen 2. Platz. Der Adlerflug-Sohn Dicaprio belegte in diesen beiden Rennen jeweils einen 2. und einen 3. Platz hinter Torquator Tasso. Dieser gewann dann im Jahr 2021 den Hansa-Preis (Gruppe II), den Großen Preis von Baden sowie den Prix de l’Arc de Triomphe. Hinzu kamen noch viele weitere Blacktype-Platzierungen von Adlerflug-Nachkommen aus diesem Jahrgang. Insgesamt gewann Adlerflug dadurch überlegen das Championat der Vaterpferde im Jahre 2020. Die Decktaxe wurde daraufhin auf 16000 € angehoben. Als Deckhengst war Adlerflug für das Jahr 2021 ausgebucht.
Adlerflug starb am 5. April 2021 infolge eines Herzinfarkts.

## Trivia
Adlerflug ist der Namensgeber der Adlerflug-Lounge auf der Rennbahn Bad Harzburg (Bündheim).